# حكومة رشيد كرامي السابعة
الحكومة اللبنانية الثالثة والأربعون بعد الاستقلال، والتاسعة بعهد الرئيس شارل حلو، وهي سابع 
حكومة يترأسها رشيد كرامي. شكلت الحكومة بموجب المرسوم رقم 11860 بتاريخ 15 كانون الثاني / يناير 1969، ونالت الثقة بموجب 60 صوتاً ضد 30 صوتاً وتغيب 9، واستقالت بتاريخ 25 تشرين الثاني / نوفمبر 1969.

## أعضاء الحكومة
- رشيد كرامي رئيساً لمجلس الوزراء ووزيراً للخارجية والمغتربين.
- نسيم مجدلاني نائباً لرئيس مجلس الوزراء ووزيراً للاقتصاد الوطني.
- ريمون إده وزيراً للأشغال العامة.
- بهيج تقي الدين وزيراً للأنباء.
- شفيق الوزان وزيراً للبريد والبرق والهاتف ووزيراً للعدل.
- جوزف أبو خاطر وزيراً للتربية الوطنية والفنون الجميلة.
- حسين منصور وزيراً للتصميم العام.
- عادل عسيران وزيراً للداخلية.
- مجيد أرسلان وزيراً للدفاع الوطني.
- عبد اللطيف الزين وزيراً للزراعة.
- نصري معلوف وزيراً للسياحة.
- خاتشيك بابكيان وزيراً للصحة العامة.
- رينيه معوض وزيراً للعمل والشئون الاجتماعية.
- بيار الجميل وزيراً للمالية.
- عثمان الدنا وزيراً للموارد المائية والكهربائية

### تعديلات حكومية
بعد تشكيل الحكومة أجري تعديلاً عليها في 22 كانون الثاني / يناير كان على الشكل التالي:
- رينيه معوض وزيراً للأشغال العامة والنقل.
- محمد صفي الدين وزيراً للتصميم العام.
- يوسف سالم وزيراً للخارجية والمغتربين.
- حبيب كيروز وزيراً للسياحة.
- خليل الخوري وزيراً للعمل والشئون الاجتماعية.
- رشيد كرامي وزيراً للمالية.

## وصلات خارجية
- موقع رئاسة مجلس الوزراء الرسمي